# Marile minciuni nevinovate
Marile minciuni nevinovate (Big Little Lies) este un serial american de televiziune, bazat pe romanul cu același nume de Liane Moriarty, care a avut premiera la 19 februarie 2017 pe HBO. Creat și scris de David E. Kelley, primul sezon de șapte episoade a fost regizat de Jean-Marc Vallée . În ciuda faptului că inițial a fost facturat ca o miniserie, HBO a reînnoit seria pentru un al doilea sezon.  Producția pentru cel de-al doilea sezon a început în martie 2018 și a avut premiera pe 9 iunie 2019.   Toate cele șapte episoade au fost scrise de Kelley și regizate de Andrea Arnold . 
Big Little Lies îi are ca protagoniști pe Reese Witherspoon, Nicole Kidman și Shailene Woodley, și spune povestea a trei femei cu probleme emoționale din Monterey, California, care ajung să fie implicate într-o investigație de crimă. Alexander Skarsgård, Laura Dern, Zoë Kravitz, Adam Scott, James Tupper și Jeffrey Nordling sunt actori în roluri secundare. Meryl Streep s-a alăturat distribuției principale pentru cel de-al doilea sezon. 
Apreciat de către critici, serialul a câștigat mai multe distincții. A primit 16 nominalizări la premiul Emmy și a câștigat opt premii, printre care se numără premiul pentru serial cu număr limitat de episoade și premii de actorie pentru Kidman, Skarsgård și Dern. Cei trei au câștigat, de asemenea, Premiile Globul de Aur, pe lângă Globul de Aur pentru cea mai bună miniserie sau cel mai bun serial de televiziune pe care l-a obținut serialul. Kidman și Skarsgård au primit, de asemenea, premiile Screen Actors Guild pentru interpretările lor. 

## Distribuție și personaje

### În roluri principale
- Reese Witherspoon ca Madeline Martha Mackenzie
- Nicole Kidman ca Celeste Wright
- Shailene Woodley ca Jane Chapman
- Alexander Skarsgård ca Perry Wright, soțul lui Celeste
- Adam Scott ca Ed Mackenzie, soțul Madelinei
- Zoë Kravitz ca Bonnie Carlson, soția lui Nathan
- James Tupper ca Nathan Carlson, fostul soț al Madelinei
- Jeffrey Nordling ca Gordon Klein, soțul Renatei
- Laura Dern ca Renata Klein
- Kathryn Newton ca Abigail Carlson (sezonul 2, sezonul 1 recurent), fiica mai mare a Madelinei
- Iain Armitage ca Ziggy Chapman (sezonul 2, sezonul 1 recurent), fiul lui Jane
- Meryl Streep ca Mary Louise Wright (sezonul 2), mama lui Perry

### În roluri secundare
- Sarah Baker ca Thea Cunningham
- Sarah Burns ca Gabrielle
- P. J. Byrne ca Principal Nippal
- Santiago Cabrera ca Joseph Bachman
- Darby Camp ca Chloe Mackenzie, fiica mai mică a Madelinei
- Hong Chau ca Jackie
- Kelen Coleman ca Harper Stimson
- Cameron Crovetti ca Josh Wright, fiul Celestei
- Nicholas Crovetti ca Max Wright, fiul Celestei
- Merrin Dungey ca Detectiv Adrienne Quinlan
- Ivy George ca Amabella Klein, fiica Renatei
- Virginia Kull ca D-na. Barnes, învățătoarea copiilor
- Chloe Coleman ca Skye Carlson, fiica lui Bonnie
- Molly Hagan ca Dr. Moriarty, psihologul lui Ziggy
- Larry Sullivan ca Oren
- David Monahan ca Bernard
- Kathreen Khavari ca Samantha
- Joseph Cross ca Tom, proprietarul cafenelei preferate a Madelinei și a Celestei (sezonul 1)
- Sarah Sokolovic ca Tori Bachman
- Robin Weigert ca Dr. Amanda Reisman, psihologul lui Perry și al Celestei
- Larry Bates ca Stu
- Douglas Smith ca Corey Brockfield (sezonul 2)
- Mo McRae ca Michael Perkins (sezonul 2)
- Crystal Fox ca Elizabeth Howard (sezonul 2), mama lui Bonnie
- Martin Donovan ca Martin Howard (sezonul 2), tatăl lui Bonnie
- Poorna Jagannathan ca Katie Richmond (sezonul 2)
- Denis O'Hare ca Ira Farber (sezonul 2)

## Producție

### Dezvoltare
Pe 6 august 2014, s-a dat publicității faptul că Nicole Kidman și Reese Witherspoon au optat pentru drepturile de ecranizare ale romanului Lianei Moriarty, Big Little Lies. Cele două actrițe urmau să dezvolte proiectul sub forma unui lungmetraj în care urmau să și joace. Bruna Papandrea și Per Saari urmau să fie producători executivi, alături de Kidman și Witherspoon. Moriarty urma să se afle de asemenea pe lista producătorilor.  La 25 noiembrie 2014, a fost anunțat faptul că Kidman și Witherspoon au decis să realizeze proiectul sub forma unui serial limitat de televiziune în locul lungmetrajului planificat inițial. În plus, a mai fost anunțat faptul că scenariul serialului de televiziune va fi scris de către David E. Kelley .  La 8 mai 2015, a fost anunțat faptul că HBO a dat comandă ca producția să fie un serial și că, pe lângă lucrul la scenariu, Kelley va fi și producător executiv.  Pe 23 octombrie 2015, s-a aflat faptul că Jean-Marc Vallée ar fi fost în discuții pentru a regiza primul episod al serialului, eventual chiar mai multe episoade.  La 17 decembrie 2015, a fost anunțat faptul că Vallée va regiza toate cele șapte episoade ale serialului.  La 28 noiembrie 2016, a fost anunțat faptul că serialul va avea premiera pe 19 februarie 2017. 